# 373 (tal)
373 är det naturliga talet som följer 372 och som följs av 374.

## Inom vetenskapen
- 373 Melusina, en asteroid.

## Inom matematiken
- 373 är ett udda tal
- 373 är ett primtal
- 373 är ett defekt tal
- 373 är ett palindromtal
- 373 är ett palindromtal i det decimala talsystemet.
- 373 är ett palindromtal i det kvarternära talsystemet.